# 덕산항 (삼척시)
덕산항(德山港)은 강원특별자치도 삼척시 근덕면 덕산리에 있는 어항이다. 1971년 12월 21일 국가어항으로 지정되었다. 관리청은 해양수산부 동해어업관리단, 시설관리자는 삼척시장이다.

## 어항 연혁
- 덕봉산 밑에 있다하여 덕산리라고 불리던 덕산리에 위치한 덕산항은 해안선의 굴곡이 심하며 겨울철 볼락 배낚시의 출항지이며, 사동마을 남쪽 모래밭(북방파제)에서는 가자미, 노래미를 많이 낚을 수 있다.
- 덕산항은 수심에 관계없이 바닥지형의 굴곡변화가 좋아 내·외항 모두 다양한 어종을 형성하고 해수와 담수가 뒤섞이는 하구에는 풍부한 먹잇감이 형성돼 연중 낚시하는 사람들이 많은 항으로 1982년 기본시설에 대한 계획을 수립한 후 1994년 기본시설을 완성했다.[1]

## 어항 구역
덕산항의 어항 구역은 다음과 같다.
- 육역: 강원특별자치도 삼척시 근덕면 덕산리 4-10 외 8필지(상세내역은 생략)[2]

## 주요 어종
덕산항의 주요 어종은 오징어, 가자미, 청어 등이다.

## 여행 정보
- 덕산항은 기이한 형상을 한 기암괴석이 절경을 이루고 있으며 주변은 낚시터로도 유명하다. 150여 가구의 민박촌이 잘 형성되어 있어 숙박하기에도 용이하다.[3]
- 삼척시내에서 남쪽으로 12km쯤 떨어진 곳에 위치한 덕산해수욕장은 넓은 백사장과 울창한 송림을 자랑하는 해수욕장으로 바닷물과 민물이 교차하여 가족단위 피서지로 좋다. 또한, 소망의 탑, 비치조각공원, 동굴 시비관 등이 주변에 있어서 함께 둘러보면 더 없이 좋다.